# Pick a Bale of Cotton
 Pick a Bale o' Cotton  est une chanson folklorique américaine traditionnelle et une chanson de travail enregistrée pour la première fois par des détenus du Texas, James Baker  et Mose  Platt en 1939.La chanson fut plus tard popularisé par Lead Belly (Huddie William Ledbetter).

## Reprises
La chanson a notamment été reprise par g Harry Belafonte, The Vipers Skiffle Group, Lonnie Donegan, Johnny Cash, Raffi, ABBA, D.H. Peligro, Ludacris  et Derek Ryan.